# Valeriy Skvortsov
Pour les articles homonymes, voir Skvortsov.
Valeriy Serhiyovych Skvortsov (né le 31 mai 1945 à Berdychiv et mort le 24 septembre 2021) est un athlète ukrainien, spécialiste du saut en hauteur.

## Biographie
En 1965, il s'adjuge le titre des Universiades d'été, à Budapest.
Concourant sous les couleurs de l'URSS, il remporte la médaille de bronze du saut en hauteur lors des championnats d'Europe d'athlétisme 1966, à Budapest, devancé par les Français Jacques Madubost et Robert Sainte-Rose.
Il se classe 14e des Jeux olympiques de 1964 et 4e des Jeux olympiques de 1968.

### Palmarès
| Date | Compétition           | Lieu     | Résultat | Épreuve         | Performance |
| ---- | --------------------- | -------- | -------- | --------------- | ----------- |
| 1964 | Jeux olympiques       | Tokyo    | 14e      | Saut en hauteur | 2,06 m      |
| 1965 | Universiades d'été    | Budapest | 1er      | Saut en hauteur | 2,14 m      |
| 1966 | Championnats d'Europe | Budapest | 3e       | Saut en hauteur | 2,09 m      |
| 1968 | Jeux olympiques       | Mexico   | 4e       | Saut en hauteur | 2,16 m      |

### Records
| Épreuve         | Performance | Lieu   | Date        |
| --------------- | ----------- | ------ | ----------- |
| Saut en hauteur | 2,21 m      | Moscou | 29 mai 1966 |